# Медуно
Медуно (італ. Meduno) — муніципалітет в Італії, у регіоні Фріулі-Венеція-Джулія,  провінція Порденоне.
Медуно розташоване на відстані близько 490 км на північ від Рима, 105 км на північний захід від Трієста, 31 км на північ від Порденоне.
Населення — 1588 осіб (2014).

## Демографія
Населення за роками:

Станом на 1 січня 2023 року в муніципалітеті офіційно проживало 112 іноземців з 26 країн, серед них 57 громадян країн Євросоюзу та 8 громадян України.

## Сусідні муніципалітети
- Кавассо-Нуово
- Фризанко
- Секуальс
- Трамонті-ді-Сопра
- Трамонті-ді-Сотто
- Травезіо